# Simón Planas (khu tự quản)
Simón Planas là một khu tự quản thuộc bang Lara, Venezuela. Thủ phủ của khu tự quản Simón Planas đóng tại Sarare. Khự tự quản Simón Planas có diện tích 873 km2, dân số theo điều tra dân số ngày 21 tháng 10 năm 2001 là 28787 người.